# Leon Garbarski

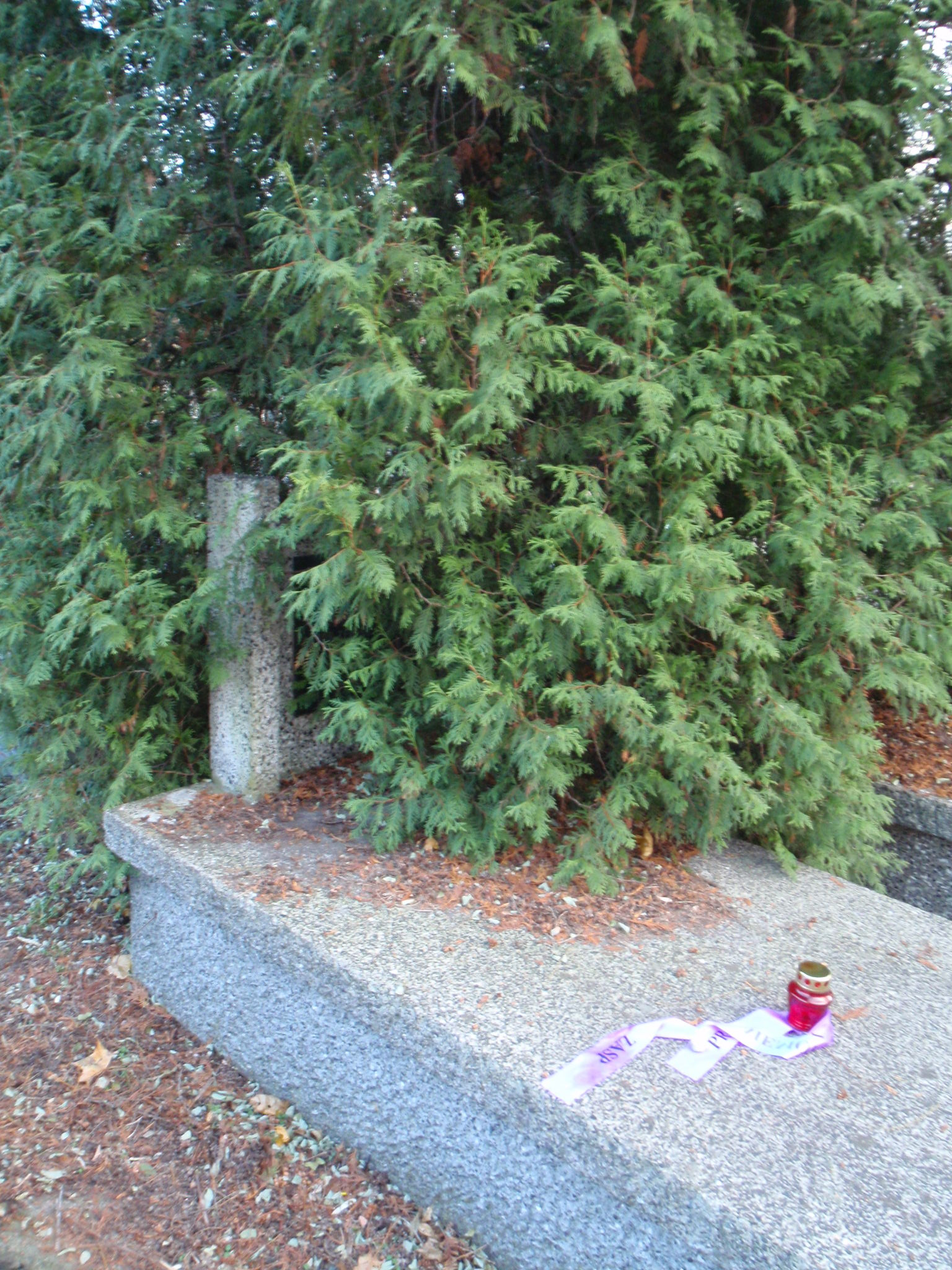
Grób Leona Garbarskiego na cmentarzu żydowskim w Warszawie

Leon Lejb Garbarski (jid. לייב גאַרבאַרסקי; ur. 10 grudnia 1911, zm. 21 grudnia 1979 w Warszawie) – polski aktor teatralny żydowskiego pochodzenia. W latach 1969–1979 aktor Teatru Żydowskiego w Warszawie.
Pochowany jest na cmentarzu żydowskim przy ulicy Okopowej w Warszawie (kwatera 8).

## Kariera
| Aktor teatralny - 1978: Planeta Ro - 1976: Dwaj Kunie-Lemł - 1976: Zmierzch - 1973: Dybuk - 1972: Wielka wygrana | Aktor filmowy - 1979: Dybuk |